# Incidente di Place Bonaventure
Per incidente di Place Bonaventure si intende l'avvistamento di un oggetto luminoso verificatosi in Canada nel novembre 1990 nel cielo sovrastante Place Bonaventure, una piazza centrale di Montréal. Alcuni spiegano l'evento con l'avvistamento di un oggetto materiale sconosciuto (UFO), altri con un fenomeno ottico.

## Descrizione dell'evento
La sera del 7 novembre 1990 alle 19.20, una donna che nuotava in piscina al 17º piano dell'Hotel Bonaventure, sito a Montréal in Place Bonaventure, vide in cielo un oggetto luminoso. La donna richiamò l'attenzione del sorvegliante della piscina; l'impiegato informò il servizio di sicurezza dell'albergo, che a sua volta chiamò la polizia e informò la stampa. Il presunto oggetto era di forma ovale e di colore arancione; dal suo centro emetteva dei fasci di luce di colore bianco. Il fenomeno fu osservato da decine di testimoni presenti nella piazza e da diversi poliziotti. Alcuni pensarono che si trattasse di un dirigibile pubblicitario; la polizia chiamò il servizio di controllo aereo dell'aeroporto di Dorval e dell'Aeroporto Internazionale di Montréal-Mirabel, che risposero che il radar non rilevava nulla.
L'oggetto rimase visibile per circa tre ore, poi sparì dietro una fitta coltre di nuvole. Secondo il rapporto della Reale Gendarmeria del Canada, l'oggetto si trovava ad un'altitudine compresa fra 900 e 2.250 metri, mentre il suo diametro era di circa 450 metri. Alcuni testimoni affermarono di avere visto l'oggetto dirigersi lentamente verso la parte orientale di Montréal, in direzione dello stadio olimpico.

## Interpretazioni
È stato ipotizzato che il fenomeno sia stato causato da fasci di luce provenienti dal centro della città e riflessi dalla densità delle nuvole che si trovavano a bassa quota. Secondo gli ufologi Bernard Guénette e Richard Foster Haines, le luci provenivano da un oggetto materiale e non erano causate da un fenomeno ottico o meteorologico. Questa spiegazione è stata contestata dallo scettico canadese Claude Lafleur, che ha rilevato che dai rapporti di polizia non risulta che l'UFO sia stato segnalato da altre persone (residenti o lavoratori pendolari) presenti nel centro di Montréal ma al di fuori della zona di Place Bonaventure; né si spiega come mai un oggetto luminoso del diametro di qualche centinaio di metri e situato ad un'altezza di uno o due chilometri non sia stato avvistato al di fuori di una zona così ristretta.